# Mali Lošinj
Mali Lošinj (en italien : Lussinpiccolo, en vénitien : Lusinpiccolo) est une ville et une municipalité située sur l'île de Lošinj, dans le comitat de Primorje-Gorski Kotar, en Croatie. Au recensement de 2001, la municipalité comptait 8 388 habitants, dont 83,14 % de Croates et la ville seule comptait 6 296 habitants. En juillet et août, la population grimpe jusqu'à 30 000 personnes. Un afflux qui a eu au moins une heureuse conséquence : la découverte de l'Apoxyomène. Unique au monde, cette statue de bronze datant du IIe siècle av. J.-C. et représentant un athlète d'1,92 mètre a été repérée par hasard, en 1996, par un estivant belge amateur de plongée sous-marine.

## Histoire
Le nom de l'île isola di Lussin apparaît en 1384, la ville de Lussin Piccolo en 1389.
Depuis le Congrès de Vienne jusqu'en 1918, la ville (au nom italien de Lussin Piccolo) fait partie de la monarchie autrichienne (empire d'Autriche), puis Autriche-Hongrie (Cisleithanie après le compromis de 1867), chef-lieu du district de LUSSIN, l'un des 11 Bezirkshauptmannschaften dans la province du Littoral autrichien.
Longtemps oubliée, la ville ne prit son essor qu'au XIXe siècle, lorsqu'elle devint le deuxième port commercial en Adriatique, après Trieste.

## Localités
La municipalité de Mali Lošinj compte 14 localités : 
| - Belej - Ćunski - Ilovik - Male Srakane - Mali Lošinj - Nerezine - Osor - Punta Križa - Susak - Sveti Jakov - Unije - Ustrine - Vele Srakane - Veli Lošinj |

## Événements
En 1957 et 2010, la ville a accueilli les championnats du monde de chasse sous-marine.

## Personnalités
- Agostino Straulino (1914-2004), skipper italien, champion olympique, y est né.
- Emilio De Rossignoli (1920-1984), écrivain et journaliste italien y est né